# Marco Brando
Marco Brando (Genova, 2 febbraio 1958) è un giornalista e saggista italiano.

## Biografia
Conseguita la maturità classica a La Spezia, nel 1976 si è iscritto alla Facoltà di Medicina e Chirurgia dell'Università degli Studi di Pavia, per poi passare a Scienze politiche. Ha intrapreso l'attività giornalistica nel 1982, come corrispondente del quotidiano l'Unità da Pavia. Fino al 1998 ha lavorato nelle redazioni di Roma e di Milano de l'Unità, prima come redattore e poi come inviato. Si è dedicato in prevalenza alla cronaca giudiziaria, soprattutto all'inchiesta Mani pulite.
Dopo un'esperienza nel 1998 con la conduttrice Antonella Boralevi, come autore del programma Film Dossier – Linee d'ombra su Mediaset, e dopo un anno e mezzo nella redazione milanese del settimanale TV Sorrisi e Canzoni (Arnoldo Mondadori Editore) tra 1999 e 2000, nel novembre del 2000 ha cominciato a lavorare a Bari nella redazione pugliese del Corriere del Mezzogiorno, dorso di cronaca regionale del Corriere della Sera. Dall'aprile 2007 all'aprile 2012 è stato, a Milano, caporedattore centrale del quotidiano free press  City del gruppo RCS. Dal maggio 2012 al luglio 2018 è stato caposervizio per l'attualità, sempre a Milano, del Settimanale Nuovo, di Cairo Editore.
Dal 2018 si dedica alla libera professione, concentrandosi in particolare su politica, società e costume. Da luglio 2018 è uno dei collaboratori del sito di news e commenti Strisciarossa. Da agosto 2018 gestisce un blog su Il Fatto Quotidiano online. Da settembre 2018 collabora con Millennium, mensile de Il Fatto Quotidiano. Da settembre 2020 è un collaboratore del magazine di Treccani.it, versione online dell'Enciclopedia Treccani. Nel 2019 è stato consulente editoriale della rivista VOI (Portobello Editore).
Ha collaborato con Epoca, L'Europeo, La Domenica del Corriere, L'Espresso, Rai, Reuters, Sette (rivista), Radio Popolare, Radio della Svizzera Italiana, Italia Radio, Liberal, Farefuturoweb, Traveller, AD (Architectural Digest), Italia Oggi, Markos Photo & Viaggi, Caffeina Magazine e Bari Economica, testata giornalistica periodica della Camera di Commercio barese, Tessere e Informazione SenzaFiltro.
È sposato con Sara Uslenghi; il figlio, nato nel 2016, si chiama Pietro. 

## Attività come scrittore
Tra 2006 e 2019 ha pubblicato tre saggi di carattere storiografico  - accompagnati da prefazioni e postfazioni di Franco Cassano (sociologo) e degli storici medievisti Franco Cardini, Raffaele Licinio, Tommaso di Carpegna Falconieri e Giuseppe Sergi (storico) - e un racconto, compreso nell'antologia britannica "The Globetrotter’s Companion: A Collection of Creative Travel Writing" (Lion Lounge Press, 2011). Ha diretto dal 2006 al 2011 la collana Altre Storie della casa editrice barese Palomar. Nel 2024 ha pubblicato il saggio "Medi@evo. L'Età di mezzo nei media italiani" con Salerno Editrice (prefazione della medievista Marina Gazzini). Tra 2024 e 2025 sono usciti due suoi contributi in altrettanti libri: "#Farestoria. Una discussione intorno al mestiere dello storico" (a cura di Francesco Panarelli, Victor Rivera Magos e Francesco Violante - Edipuglia, Bari, 2024), dove firma il capitolo "I cliché 'medievalisti' nei mass media italiani: giornalismo e storia a confronto", e "Michail Gorbaciov e il caos necessario. Testimonianze, riflessioni e suggestioni sull'uomo della perestrojka" (a cura di Laura Miani e Luigi Lusenti - Prospero Editore, Milano, 2025). Inoltre ha collaborato con altri autori nella stesura di libri di saggistica varia.

## Libri
- Sud Est. Vagabondaggi estivi di un settentrionale in Puglia, Bari, Palomar, 2006. ISBN 9788876002229
- Lo strano caso di Federico II di Svevia. Un mito medievale nella cultura di massa, Bari, Palomar, 2008. ISBN 9788876002861
- Quale energia per la Puglia?, Bari, Cacucci, 2008. Con altri autori. ISBN 9788884228130
- L'eredità di Federico II / Das Erbe Friedrichs II, Bari, Adda, 2011. Con altri autori. ISBN 9788880828723
- Puglia. Appunti di viaggio, Bari, Eventi d'autore, 2011. Con altri autori.
- Il paesaggio agrario medievale, Reggio Emilia, Edizioni Istituto Alcide Cervi, 2011. Con altri autori. ISBN 9788890421129
- A Night of Moon and Sea, Oxford, Lion Lounge Press, 2011. ISBN 9780956568717
- L'imperatore del suo labirinto. Usi, abusi e riusi del mito di Federico II di Svevia, Firenze, Tessere, 2019. ISBN 9788894432343
- Tempi dei cuori che s'infiammano - Vol. 1, La Spezia, Kindle Store, 2023. Con altri autori. ISBN 9798870264578
- Medi@evo. L'Età di mezzo nei media italiani, Roma, Salerno Editrice, 2024. ISBN 9788869738395
- #FARESTORIA. Una discussione intorno al mestiere di storico, Bari, Edipuglia, 2024. A cura di Francesco Panarelli, Victor Rivera Magos, Francesco Violante. Con altri autori. ISBN 9791259951083
- Michail Gorbaciov e il caos necessario. Testimonianze, riflessioni e suggestioni sull'uomo della perestrojka, Milano, Prospero Editore, 2025. A cura di Laura Miani e Luigi Lusenti. Con altri autori. ISBN 9791281091580

## Altre attività
Da gennaio ad aprile del 2010 è stato docente a Milano nel Corso di alta formazione in Comunicazione giornalistica, promosso da Mediawatch - Osservatorio giornalistico. Nell'agosto del 2010 è stato docente durante la II edizione della Summer School "Emilio Sereni" organizzata a Gattatico (RE) dall'Istituto Alcide Cervi sul tema "Il paesaggio medievale". Nel settembre del 2018 e del 2024 è stato uno dei relatori nell'ambito del Festival del Medioevo, svoltosi a Gubbio. A maggio del 2019 ha collaborato con il Centro studi sull'Unione europea dell’Università di Pavia ed è stato uno dei relatori nel convegno "Quale futuro per l'Europa?". 
Nel gennaio e febbraio del 2020 è stato il coordinatore e uno dei relatori del corso "Il giornalista che scrive di storia: esempi, strumenti e risorse" proposto a Milano - presso l'Università IULM e la Fondazione A2A - dall’Associazione italiana di Public history (Aiph) e dall'Ordine dei giornalisti, nell’ambito della formazione professionale continua. 
È socio ordinario dell'Aiph, della Società italiana per la Storia medievale (Sismed), del Centro Europeo di Ricerche Medievali (Cerm) e della Società Italiana di Didattica della Storia (SiDIdaSt). 
Da febbraio 2022 coordina il progetto di rilancio del sito Mondimedievali.it, fondato nel 2001 dal medievista Raffaele Licinio. 
Il 18 maggio 2023 ha svolto la relazione "Dante, Mussolini e il 'pensiero di destra' ", durante il quarto Congresso dantesco internazionale, tenutosi a Ravenna. Ha svolto interventi e lezioni)su medievalismo e public history negli atenei di Foggia, Milano e Urbino. È stato docente - con la lezione "Il giornalismo e la storia" - nel Master di 2º livello in Public History & Historytelling proposto da Fondazione Feltrinelli e Università statale di Milano (Milano, 2021 e 2023). 
Tra 2022 e 2024 ha fatto parte del gruppo di ricerca per il progetto di studio e divulgazione interdisciplinare sulla storia della blasfemia nella cultura italiana, dal titolo "Nomina contra Deum" .
Da febbraio 2024 è il presidente della sezione milanese dell'ANEI (Associazione nazionale ex internati militari nei lager nazisti), cui si dedica come figlio di Pietro Brando, che è stato uno degli internati militari italiani (IMI).

## Premi e riconoscimenti
Nel 1989 ha ottenuto a Milano il Premio giornalistico Walter Tobagi; nel 1990 il Premio giornalistico Gilda Silvana Stecchi, a Bari. Nel 2006 ha ricevuto, sempre a Bari, il premio "Giornalista dell'anno". Nel 2010 ha ottenuto a Martina Franca (TA) il Premio Ignazio Ciaia per il suo libro Lo strano caso di Federico II di Svevia. Nel 2019 gli è stato conferito ad Alezio (LE) il Premio giornalistico "Antonio Maglio".